# 2-Metil-3-pentanol
2-Metil-3-pentanol (IUPAC ime) je organsko hemijsko jedinjenje. On se koristi kao gorivo.